# WrestleMania VI
WrestleMania VI — шестая по счёту WrestleMania, PPV-шоу производства американского рестлинг-промоушна World Wrestling Federation (WWF, ныне WWE). Шоу прошло 1 апреля 1990 года на арене «Скайдоум» в Торонто, Онтарио, Канада. Это первая WrestleMania, проходившая за пределами США.
WrestleMania VI имела заголовок «Последний вызов» из-за главного события шоу: матча между Халком Хоганом и Последним воином, двумя самыми популярными рестлерами WWF того времени. Матч был за титул чемпиона WWF (которым владел Халк Хоган) и за титул интерконтинентального чемпиона WWF (которым владел Последний воин), и был назван матчем «Чемпион против чемпиона, титул за титул».

## Результаты
| №                                                      | Матч | Тип матча                                                                       | Время |
| ------------------------------------------------------ | --- | ------------------------------------------------------------------------------- | ----- |
| 1D                                                     | Пол Рома победил Бруклинского Броулера в тёмном матч                                                                 | Одиночный матч                                                                  | —     |
| 2                                                      | «Модель» Рик Мартел победил Коко Би. Вэйра                                                                           | Одиночный матч                                                                  | 3:51  |
| 3                                                      | «Разрушение» (Экс и Смэш) победили «Колоссальное объенинение» (Андре Гигант и Хаку) (c) (с Бобби Хинаном)            | Матч за титулы командных чемпионов WWF                                          | 9:30  |
| 4                                                      | Землетрясение (с Джимми Хартом) победил Геркулеса                                                                    | Одиночный матч                                                                  | 4:52  |
| 5                                                      | Брутус «Барбер» Бифкейк победил Мистера Совершенство (с Гением)                                                      | Одиночный матч по правилам «Проигравший бреет себе голову»                      | 7:48  |
| 6                                                      | Плохие Новости Браун и Родди Пайпер закончили матч двойным отсчётом                                                  | Одиночный матч                                                                  | 6:48  |
| 7                                                      | «Основание Хартов» (Брет Харт и Джим Нэйдхарт) победили «Большевиков» (Николай Волков и Борис Жуков)                 | Командный матч                                                                  | 0:19  |
| 8                                                      | Варвар (с Бобби Хинаном) победил Тито Сантану                                                                        | Одиночный матч                                                                  | 4:33  |
| 9                                                      | Дасти Роудс и Сапфир (с Мисс Элизабет) победили «Мачо» Рэнди Сэведжа и Сенсационную Шерри                            | Командный матч                                                                  | 7:52  |
| 10                                                     | «Восточный экспресс» (Сато и Танака) (с Мистером Фудзи) победили «Рокеров» (Шон Майклз и Марти Джаннетти) по отсчёту | Командный матч                                                                  | 7:38  |
| 11                                                     | «Ножовка» Джим Дагган победил Дино Браво (с Джимми Хартом и Землетрясением)                                          | Одиночный матч                                                                  | 4:15  |
| 12                                                     | Тед Дибиаси (c) (с Вирджилом) победил Джейка «Змея» Робертса по отсчёту                                              | Одиночный матч за титул чемпиона на миллион долларов                            | 11:50 |
| 13                                                     | Биг Босс Мен победил Акима (со Сликом)                                                                               | Одиночный матч                                                                  | 1:49  |
| 14                                                     | «Восхитительный» Рик Руд (с Бобби Хинаном) победил Джимми Снуку                                                      | Одиночный матч                                                                  | 3:59  |
| 15                                                     | Последний воин (интерконтинентальный) победил Халка Хогана (чемпион WWF)                                             | Одиночный матч за титул чемпиона WWF и титул интерконтинентального чемпиона WWF | 22:51 |
| D — означает тёмный матч (c) — чемпион на начало матча | |                                                                                 |       |